# شتاب‌دهنده حلقوی

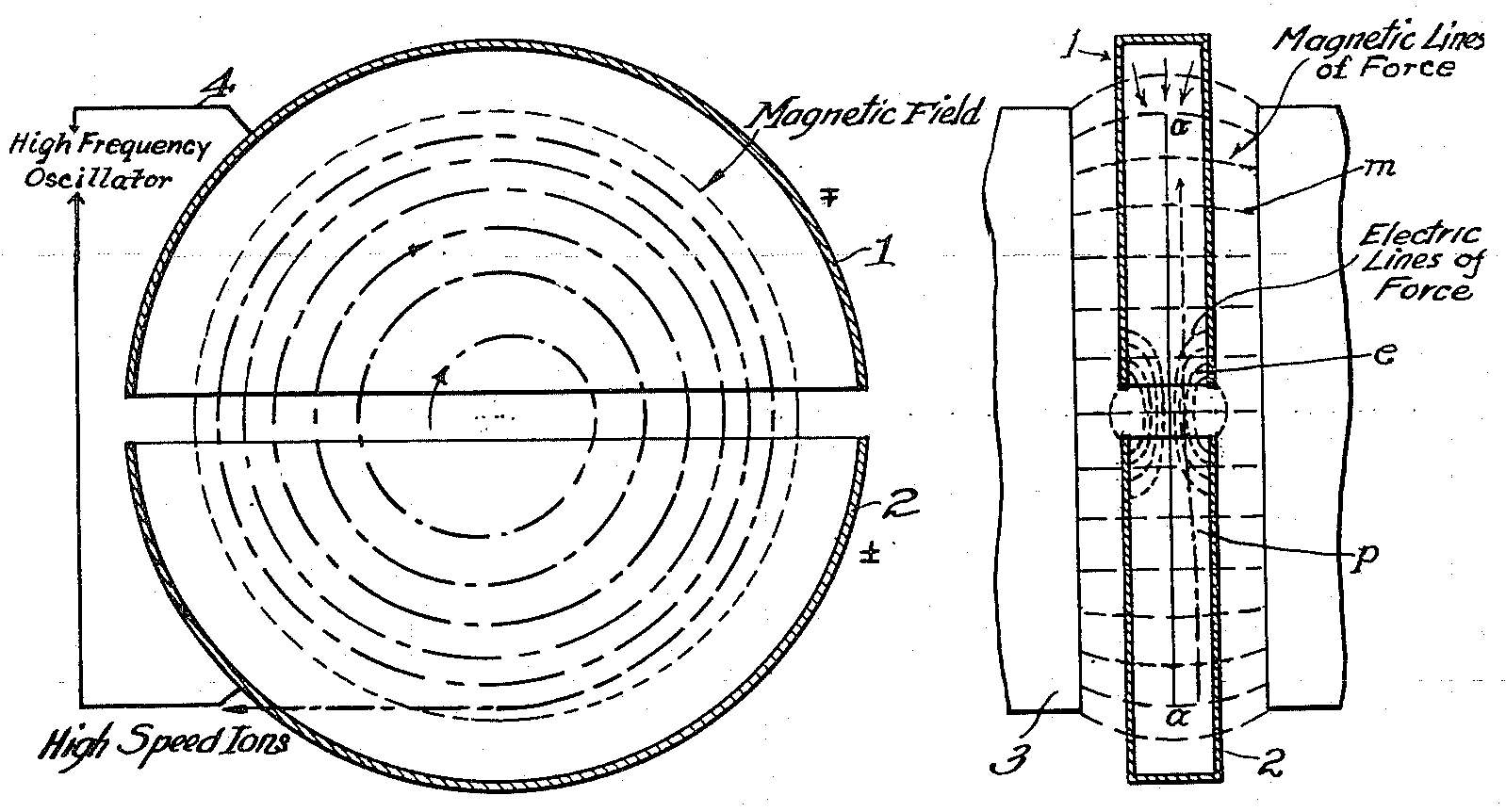
دیاگرام عملکرد سیکلوترون. الکترودهای توخالی و D شکل (سمت چپ)، که به عنوان dees شناخته می شوند، در یک محفظه خلاء مسطح محصور شده اند که در یک شکاف باریک بین دو قطب یک آهنربای بزرگ (راست) نصب شده است.

شتاب‌دهندهٔ حلقوی یا سیکلوترون (به انگلیسی: cyclotron) نوعی شتاب‌دهنده ذرات است که توسط ارنست لارنس و مایکل لیوینگستون در سال ۱۹۳۰ اختراع شد. این دستگاه با استفاده از میدان‌های الکتریکی و مغناطیسی، ذرات باردار مانند پروتون‌ها، دوتریوم و یون‌ها را شتاب می‌دهد. سیکلوترون به دلیل طراحی ساده و قابلیت تولید ذرات با انرژی بالا، یکی از مهم‌ترین ابزارهای تحقیقاتی و صنعتی در فیزیک هسته‌ای، پزشکی و مهندسی مواد به شمار می‌رود. 

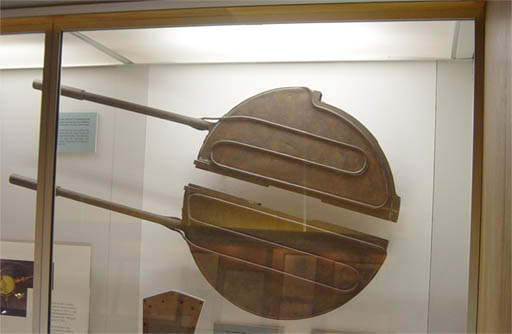
دی های سیکلوترون لارنس

سیکلوترون یکی از مهمترین ابزار آزمایشگاهی در زمینه فیزیک تجربی است و بزرگی یک کارخانه را دارد. شتاب‌دهنده حلقوی شتاب‌دهنده‌ای حلقه‌ای‌شکل برای ذرات باردار می‌باشد. علاوه بر انجام آزمایش‌هایی در زمینه فیزیک ذرات بنیادی از اشعه x تولید شده در شتاب‌دهنده نیز می‌توان برای انجام آزمایش‌های مختلف استفاده کرد. در این دستگاه، ذرات در مسیری مارپیچی بین دو نیم دایره فلزی (معروف به دی‌ها) حرکت کرده و با هر عبور از منطقه میدان الکتریکی، انرژی بیشتری کسب می‌کنند. میدان مغناطیسی اعمال‌شده بر سیکلوترون، حرکت دایره‌ای ذرات را حفظ کرده و امکان شتاب‌دهی مداوم را فراهم می‌کند.
سیکلوترون‌ها کاربردهای متنوعی دارند که از تولید ایزوتوپ‌های رادیواکتیو برای تصویربرداری پزشکی و تولید رادیودارو و درمان سرطان گرفته تا تحقیقات بنیادی در فیزیک ذرات و مطالعات هسته‌ای را شامل می‌شود. با این حال، محدودیت‌هایی مانند تأثیر جرم نسبیتی و نیاز به میدان مغناطیسی قوی، استفاده از این دستگاه را به انرژی‌های متوسط محدود می‌کند. به دلیل این محدودیت‌ها، دستگاه‌هایی مانند سینکروترون برای انرژی‌های بسیار بالا توسعه یافته‌اند.

## پیشینه
در سال ۱۹۲۹، ارنست لاورنس، در دانشگاه کالیفرنیا، برکلی، ایده‌ای برای شتاب دادن ذرات باردار با استفاده از میدان مغناطیسی و میدان الکتریکی متغیر ارائه کرد. هدف او ایجاد دستگاهی کوچک و کارآمد برای دستیابی به انرژی‌های بالا بود. دستگاه شتاب دهنده نسل قبلی به دلیل مستقیم بودن مسیر حرکت ذرات باردار، طول زیادی را برای دادن شتاب بیشتر نیاز داشت اما لاورنس با ایده حلقوی کردن مسیر حرکت، مشکل زیاد بودن طول دستگاه را به صورت بسیار زیرکانه حل نمود. این ایده، مبتنی بر نظریه‌ای بود که توسط فیزیکدان نروژی، رالف کرونیش در سال ۱۹۲۷ مطرح شده بود.
در سال ۱۹۳۱، لاورنس به همراه دانشجویش، ام. استنلی لیوینگستون، اولین نمونه آزمایشی سیکلوترون را ساختند. این دستگاه تنها 4.5 اینچ (11 سانتی‌متر) قطر داشت و توانست پروتون‌ها را تا انرژی ۸۰ هزار الکترون‌ولت شتاب دهد. این موفقیت اولیه، نشان‌دهنده کارایی بالای طراحی سیکلوترون بود.

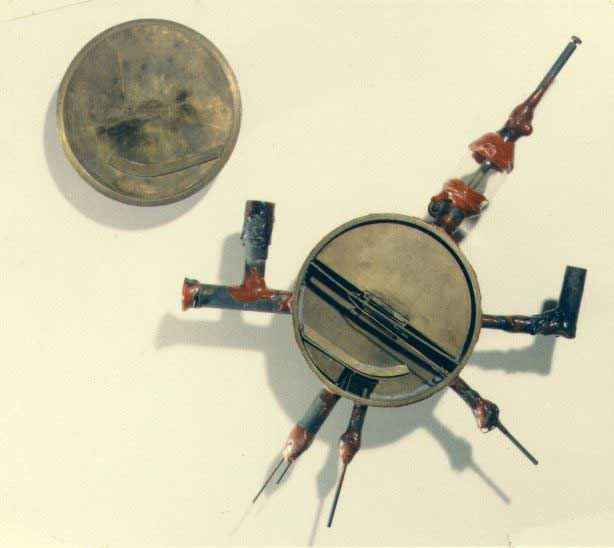
سیکلوترون 4.5 اینچی (11 سانتی متر) لارنس

لاورنس و تیمش در برکلی به بهبود طراحی سیکلوترون ادامه دادند. آن‌ها نسخه‌های بزرگ‌تری ساختند که قادر بودند ذرات را به انرژی‌های بالاتر برسانند. تا سال ۱۹۳۹، سیکلوترون‌هایی با قطر بیش از ۶۰ اینچ (۱.۵ متر) ساخته شد که انرژی ذرات را تا چند میلیون الکترون‌ولت افزایش می‌دادند.

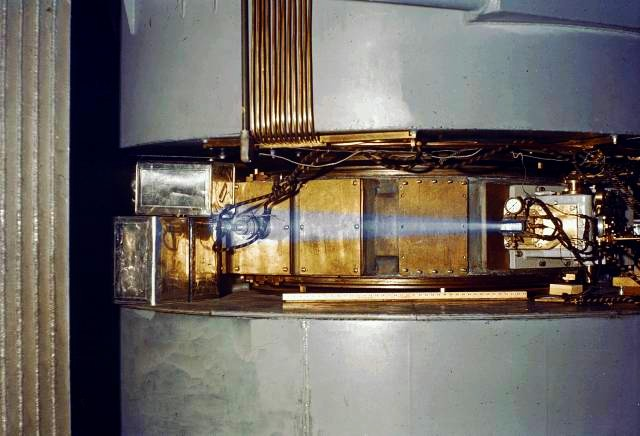
سیکلوترون لارنس 60 اینچی (152 سانتی‌متری)، حدود سال 1939، نشان می‌دهد که پرتو یون‌های شتاب‌دار (احتمالاً پروتون یا دوترون) از دستگاه خارج شده و هوای اطراف را یونیزه می‌کند و باعث درخشش آبی می‌شود.

این دستگاه‌ها نقش مهمی در کشف ایزوتوپ‌های رادیواکتیو ایفا کردند. بسیاری از این ایزوتوپ‌ها بعدها در پزشکی و تحقیقات زیستی استفاده شدند.
در سال ۱۹۳۹، ارنست لاورنس جایزه نوبل فیزیک را به دلیل اختراع سیکلوترون دریافت کرد. این دستاورد، زمینه‌ساز بسیاری از پیشرفت‌ها در علم فیزیک، شیمی و پزشکی شد. سیکلوترون نه تنها به عنوان ابزاری تحقیقاتی در آزمایشگاه‌های فیزیک هسته‌ای کاربرد داشت، بلکه در تولید رادیوداروها و درمان سرطان نیز مورد استفاده قرار گرفت.
پس از جنگ جهانی دوم، فناوری سیکلوترون به کشورهای مختلف گسترش یافت. نسخه‌های پیشرفته‌تری ساخته شدند که می‌توانستند ذرات سنگین‌تری را شتاب دهند. این پیشرفت‌ها امکان مطالعه برهم‌کنش‌های پیچیده‌تر بین ذرات زیراتمی را فراهم کرد.
با معرفی شتاب‌دهنده‌های جدید مانند سنکروترون، محدودیت‌های سیکلوترون در شتاب دادن به ذرات در سرعت‌های نزدیک به سرعت نور برطرف شد. با این حال، سیکلوترون همچنان در کاربردهای پزشکی و صنعتی باقی ماند.
امروزه، سیکلوترون‌ها در بیمارستان‌ها برای تولید ایزوتوپ‌های پزشکی مانند فلوئور-۱۸ (برای PET اسکن) و در صنعت برای آنالیز مواد مورد استفاده قرار می‌گیرند. این دستگاه‌ها با طراحی‌های مدرن و کامپکت، کاربردهای گسترده‌ای پیدا کرده‌اند.
سیکلوترون نه تنها به عنوان اولین شتاب‌دهنده موفق در نوع خود، بلکه به عنوان ابزاری کلیدی در توسعه علم و تکنولوژی شناخته می‌شود. اختراع آن نقطه عطفی در تاریخ علم بود و تأثیر آن تا امروز نیز در تحقیقات علمی و پزشکی مشهود است.

## ساز و کار سیکلوترون
در مرکز سیکلوترون، یک منبع تولید یون وجود دارد که ذرات باردار مانند پروتون‌ها یا یون‌های سنگین را تولید می‌کند. این منبع معمولاً شامل یک گاز یونیزه‌شده است که تحت اثر یک میدان الکتریکی قوی، ذرات باردار آزاد می‌کند. ذرات تولیدشده مستقیماً به ناحیه مرکزی سیکلوترون تزریق می‌شوند تا شتاب‌دهی آغاز شود. این مرحله اساس عملکرد سیکلوترون را تشکیل می‌دهد و بدون تولید ذرات باردار، فرآیند شتاب‌دهی ممکن نیست.
در مرحله بعد، یک میدان مغناطیسی قوی توسط آهن‌رباهای الکتریکی یا دائمی در فضای بین دو نیم‌دایره فلزی (معروف به دی‌ها) اعمال می‌شود. این میدان مغناطیسی عمود بر مسیر حرکت ذرات است و باعث می‌شود ذرات تحت تأثیر نیروی لورنتس در یک مسیر دایره‌ای حرکت کنند. این حرکت دایره‌ای ذرات را در داخل سیکلوترون نگه می‌دارد و امکان عبور مکرر آن‌ها از شکاف بین دی‌ها را فراهم می‌کند. میدان مغناطیسی یکی از عوامل کلیدی در عملکرد سیکلوترون است که پایداری مسیر ذرات را تضمین می‌کند.

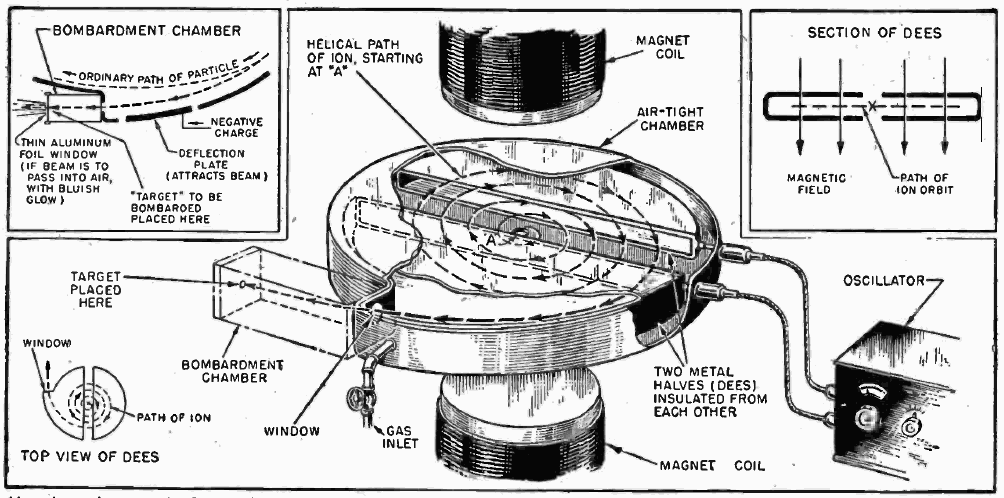
دیاگرام یک سیکلوترون. قطعات قطب آهنربا کوچکتر از واقعیت نشان داده شده است. آنها در واقع باید حداقل به اندازه عرض الکترودهای شتاب دهنده ("دی‌ها") باشند تا یک میدان یکنواخت ایجاد کنند.

برای شتاب‌دهی ذرات، یک میدان الکتریکی متناوب با فرکانس بالا در شکاف بین دی‌ها ایجاد می‌شود. هر بار که ذرات از این شکاف عبور می‌کنند، میدان الکتریکی به آن‌ها انرژی جنبشی اضافه می‌کند. ولتاژ متناوب با دقت بالا تنظیم می‌شود تا فرکانس آن با حرکت دایره‌ای ذرات هماهنگ باشد. به این ترتیب، ذرات در هر عبور انرژی بیشتری کسب کرده و سرعت آن‌ها افزایش می‌یابد. این افزایش انرژی، حرکت دایره‌ای ذرات را به تدریج به مسیرهایی با شعاع بزرگ‌تر هدایت می‌کند.
با افزایش انرژی جنبشی ذرات، شعاع مسیر حرکت آن‌ها افزایش یافته و ذرات به سمت لبه‌های سیکلوترون هدایت می‌شوند. در این مرحله، زمانی که ذرات به انرژی مطلوب رسیده‌اند، از دستگاه خارج می‌شوند. فرآیند استخراج ذرات شتاب‌گرفته با استفاده از میدان‌های مغناطیسی یا الکتریکی خاصی انجام می‌شود که مسیر حرکت ذرات را تغییر داده و آن‌ها را به سمت اهداف مشخص هدایت می‌کند. این اهداف می‌توانند شامل تولید ایزوتوپ‌های رادیواکتیو، پرتودرمانی یا انجام آزمایش‌های علمی باشند.
یکی از مهم‌ترین نکات در عملکرد سیکلوترون، هماهنگی دقیق فرکانس میدان الکتریکی با سرعت ذرات است. این هماهنگی تضمین می‌کند که ذرات همواره در زمان عبور از شکاف، شتاب مثبت دریافت کنند. با این حال، در سرعت‌های نزدیک به سرعت نور، جرم نسبیتی ذرات افزایش می‌یابد که باعث از دست رفتن هماهنگی بین فرکانس میدان و حرکت ذرات می‌شود. این محدودیت باعث می‌شود سیکلوترون‌های سنتی برای انرژی‌های بالا کمتر کارآمد باشند و استفاده از دستگاه‌های پیشرفته‌تر مانند سینکروترون ضروری شود.
در نهایت، عملکرد سیکلوترون مبتنی بر ترکیب دقیق میدان‌های الکتریکی و مغناطیسی برای افزایش تدریجی انرژی ذرات است. این فرآیند، دستگاه را به ابزاری مؤثر در تحقیقات فیزیکی، پزشکی و صنعتی تبدیل کرده و کاربردهای گسترده‌ای از تولید ایزوتوپ‌های رادیواکتیو تا درمان سرطان دارد.

## طیف حاصل از سیکلوترون
طیف حاصل از سیکلوترون به مجموعه‌ای از ذرات شتاب‌گرفته و انرژی‌های مختلفی که توسط دستگاه سیکلوترون تولید می‌شوند، اشاره دارد. این طیف به ویژگی‌های ذرات شتاب‌گرفته، انرژی‌های آن‌ها، و نحوه‌ی پخش این انرژی‌ها در فرایند شتاب‌دهی بستگی دارد. طیف حاصل می‌تواند شامل ذرات با انرژی‌های مختلف باشد که بسته به طراحی سیکلوترون و نوع میدان‌های استفاده‌شده، این انرژی‌ها تغییر می‌کنند.
طیف ذرات حاصل از سیکلوترون معمولاً دارای ویژگی‌های مشخصی است که به نوع میدان‌های مغناطیسی و الکتریکی وابسته‌اند. با هر افزایش انرژی، شعاع مسیر حرکت ذرات افزایش می‌یابد و به همین دلیل ذرات با انرژی بالاتر مسیرهای بزرگ‌تری را در داخل سیکلوترون طی می‌کنند. در نتیجه، سیکلوترون می‌تواند ذرات با انرژی‌های مختلف و شعاع‌های متنوع تولید کند. این ویژگی به ویژه برای کاربردهایی مانند تولید ایزوتوپ‌های رادیواکتیو یا تحقیق در مورد رفتار ذرات مفید است.
در فرآیند شتاب‌دهی ذرات، به دلیل محدودیت‌های فنی و اثرات نسبیتی، همواره برخی از ذرات در انرژی‌های مختلف شتاب می‌گیرند و این باعث می‌شود که طیف نهایی دارای برخی تغییرات باشد. به این ترتیب، به جای یک طیف متمرکز در یک انرژی مشخص، ممکن است ذرات با انرژی‌های مختلف و تغییرات در اندازه‌های مسیر خروجی داشته باشیم. این پخش انرژی به دلیل تغییرات در بار و جرم ذرات و همچنین محدودیت‌های اعمال شده توسط میدان‌های مغناطیسی و الکتریکی در سیکلوترون رخ می‌دهد.
یکی دیگر از عوامل مهم در تعیین طیف حاصل از سیکلوترون، ویژگی‌های میدان‌های مغناطیسی و الکتریکی است که بر حرکت ذرات تأثیر می‌گذارند. شدت میدان مغناطیسی بر شعاع مسیر دایره‌ای ذرات تأثیر دارد، و همچنین فرکانس میدان الکتریکی باید با سرعت حرکت ذرات هماهنگ باشد. هرگونه عدم هماهنگی یا تغییرات در شدت این میدان‌ها می‌تواند منجر به انحرافات و گسست‌هایی در طیف ذرات شود.
طیف حاصل از سیکلوترون طیفی پیوسته است که انرژی‌های بالا در محدوده طیفی از امواج میلی‌متری تا اشعه ایکس را شامل می‌شود. از سیکلوترون جهت تولید رادیوایزوتوپ ها یا مواد رادیواکتیو مصنوعی استفاده می‌شود.

## کاربردهای شتاب‌دهندهٔ حلقوی
سیکلوترون به عنوان یکی از پیشرفته‌ترین ابزارهای علمی و فناوری، کاربردهای متنوعی در زمینه‌های پزشکی، فیزیک، صنعت و تحقیقات دارد. توانایی این دستگاه در شتاب‌دهی ذرات باردار و ایجاد انرژی‌های بالا، آن را به ابزاری حیاتی در بسیاری از حوزه‌ها تبدیل کرده است. 

### تولید ایزوتوپ‌های رادیواکتیو برای پزشکی
یکی از مهم‌ترین کاربردهای سیکلوترون، تولید ایزوتوپ‌های رادیواکتیو برای پزشکی هسته‌ای است. این ایزوتوپ‌ها در تصویربرداری پزشکی و درمان بیماری‌ها، به‌ویژه سرطان، نقش کلیدی دارند. به عنوان مثال، فلورین-۱۸، که در تولید ماده رادیواکتیو FDG (برای اسکن PET) به کار می‌رود، به کمک سیکلوترون تولید می‌شود. ایزوتوپ‌های تولیدشده در سیکلوترون به دلیل نیمه‌عمر کوتاه، در مراکز نزدیک به بیمارستان‌ها یا پژوهشگاه‌های پزشکی تولید می‌شوند.

### درمان سرطان با پروتون‌تراپی
پروتون‌درمانی، یکی از روش‌های پیشرفته درمان سرطان، با استفاده از سیکلوترون انجام می‌شود. در این روش، پروتون‌های شتاب‌گرفته توسط سیکلوترون با دقت بالا به تومور سرطانی هدایت می‌شوند. انرژی دقیق و قابل تنظیم پروتون‌ها باعث تخریب سلول‌های سرطانی با کمترین آسیب به بافت‌های سالم اطراف می‌شود. این تکنیک به ویژه در درمان تومورهای حساس مانند تومورهای مغزی و کودکان مؤثر است.

### تحقیقات در فیزیک هسته‌ای و ذرات بنیادی
سیکلوترون نقش کلیدی در تحقیقات فیزیک هسته‌ای و ذرات بنیادی دارد. این دستگاه با شتاب‌دهی ذرات باردار، امکان بررسی ساختار هسته اتم، برهم‌کنش‌های ذرات، و تولید ایزوتوپ‌های نادر را فراهم می‌کند. بسیاری از اکتشافات مهم در فیزیک هسته‌ای و شیمی هسته‌ای، از جمله شناسایی ایزوتوپ‌های جدید و بررسی واکنش‌های هسته‌ای، با کمک سیکلوترون انجام شده‌اند.

### تولید نوترون برای تحقیقات و صنعت
سیکلوترون‌ها می‌توانند با شتاب‌دهی پروتون‌ها و برخورد آن‌ها به اهداف مناسب (مانند بریلیوم یا لیتیم)، نوترون تولید کنند. این نوترون‌ها در آزمایش‌های علمی، تصویربرداری صنعتی و آنالیز مواد کاربرد دارند. از جمله کاربردهای صنعتی نوترون‌های سیکلوترونی، تشخیص ترک‌ها و عیوب در مواد و سازه‌ها و همچنین تحلیل دقیق عناصر تشکیل‌دهنده مواد است.

### تولید پرتوهای گاما برای سترون‌سازی
سیکلوترون‌ها قادر به تولید پرتوهای گامای پرانرژی هستند که در سترون‌سازی تجهیزات پزشکی، مواد غذایی و دارویی به کار می‌روند. این روش نسبت به روش‌های شیمیایی مؤثرتر و سازگارتر با محیط زیست است. به‌ویژه در صنعت مواد غذایی، استفاده از پرتوهای گاما برای افزایش ماندگاری محصولات اهمیت زیادی دارد.

### توسعه فناوری‌های صنعتی و مهندسی مواد
سیکلوترون‌ها در مهندسی مواد برای بررسی رفتار مواد تحت تابش و شناسایی ویژگی‌های ساختاری مواد پیشرفته مورد استفاده قرار می‌گیرند. پرتوهای تولیدشده توسط سیکلوترون می‌توانند برای مطالعه واکنش‌های سطحی، استحکام مواد و فرآیندهای خستگی به کار روند. این کاربرد به‌ویژه در صنایع هوافضا و خودروسازی اهمیت زیادی دارد.

### تولید ایزوتوپ‌های صنعتی و تحقیقات شیمی هسته‌ای
علاوه بر ایزوتوپ‌های پزشکی، سیکلوترون‌ها برای تولید ایزوتوپ‌های صنعتی مانند کربن-۱۱ و نیتروژن-۱۳ نیز استفاده می‌شوند. این ایزوتوپ‌ها در تحقیقات علمی و شیمی هسته‌ای برای بررسی واکنش‌های شیمیایی سریع و واکنش‌های زنجیره‌ای کاربرد دارند.

### کاربرد در اپتیک
از پرتو ایکس حاصل از سیکلوترون در فیزیک بسیار استفاده می‌شود از جمله در اپتیک از مقدار تغییرات حرارتی حاصل از برخورد این پرتو با سطح آینه‌ها می‌توان طبق پراش براگ به مقدار تغییرات انعکاس آینه‌ها در اثر تغییر ضخامت لایه‌های عناصر به کار رفته در آینه‌ها پی‌برد.

### کاربرد در طیف‌سنجی
از دیگر کاربردهای سیکلوترون در طیف‌سنجی است. به عنوان مثال می‌توان طیف فلوئورسانس حاصل از سیکلوترون را در طیف‌سنجی بررسی کرد و به خواص فیزیکی اجسام گوناگون پی‌برد.